# El Saucito, Teocaltiche
El Saucito är en ort i Mexiko.   Den ligger i kommunen Teocaltiche och delstaten Jalisco, i den centrala delen av landet, 400 km nordväst om huvudstaden Mexico City. El Saucito ligger 1 965 meter över havet och antalet invånare är 222.
Terrängen runt El Saucito är platt åt sydost, men åt nordväst är den kuperad. Runt El Saucito är det ganska glesbefolkat, med 38 invånare per kvadratkilometer. Närmaste större samhälle är Villa Hidalgo, 14,0 km nordost om El Saucito. Trakten runt El Saucito består i huvudsak av gräsmarker.